# Lomariopsis sorbifolia
Lomariopsis sorbifolia là một loài dương xỉ trong họ Lomariopsidaceae. Loài này được L. Fée mô tả khoa học đầu tiên năm 1845.